# Gara hạnh phúc
Gara hạnh phúc (tên cũ: Năm tháng bên nhau) là một bộ phim truyền hình được thực hiện bởi Trung tâm Phim truyền hình Việt Nam, Đài Truyền hình Việt Nam do Bùi Quốc Việt làm đạo diễn. Phim phát sóng vào lúc 21h40 thứ 2, 3, 4 hàng tuần, bắt đầu từ ngày 8 tháng 8 năm 2022 và kết thúc vào ngày 5 tháng 10 năm 2022 trên kênh VTV3.

## Nội dung
Gara hạnh phúc xoay quanh Sơn Ca (Quỳnh Kool), một cô gái trẻ cá tính giàu chí tiến thủ nhưng có tuổi thơ bất hạnh. Từ nhỏ, do bố nghiện cờ bạc, khiến mẹ bỏ nhà đi nên cô phải sống cùng ông nội. Lớn lên  được ông dạy nghề, Sơn Ca đã theo học trường Cao đẳng kỹ thuật và trở thành thợ sửa xe ô tô. Để tiện chăm sóc ông nội, cô tìm mọi cách xin vào làm tại một gara sửa xe gần nhà. Tại đây, cô đã gặp Khải (Bảo Anh), chủ của gara và cũng là sếp cô; Vân (Nguyễn Hoàng Ngọc Huyền), em gái Khải, một cô gái nhút nhát với quá khứ bí ẩn đằng sau; và Trung (Duy Hưng), anh chàng quản lí keo kiệt. Tuy mỗi người một tính cách, một lối sống, họ lại dần trở thành những người bạn thân thiết, cùng nhau vượt qua sóng gió...

## Diễn viên

### Diễn viên chính
- Quỳnh Kool trong vai Sơn Ca
- Phạm Bảo Anh trong vai Đào Đình Khải
- Duy Hưng trong vai Nguyễn Thành Trung (Trung "trâu")
- Nguyễn Hoàng Ngọc Huyền trong vai Đào Ngọc Vân
- Nguyễn Diễm Hương trong vai Cẩm Khê
- Bình An trong vai Trần Mạnh Quân
- Viết Liên trong vai Ông Vạn
- Phạm Anh Tuấn trong vai Ông Sơn

### Diễn viên phụ
- Tạ Minh Thảo trong vai Lão Phi
- Hoàng Huy trong vai Ông Phùng
- Nguyễn Thanh Bình trong vai Ông Dũng
- Linh Huệ trong vai Bà Hạnh
- Tuấn Cường trong vai Thịnh
- Quỳnh Lương trong vai Tiên
- Dung Kim trong vai Mẹ Sơn Ca lúc trẻ
- Trương Quỳnh Anh trong vai Sơn Ca lúc nhỏ
- Lê Hoàng Long trong vai Bảo
- Xuân Luyện trong vai Bùi
- Mạnh Hoàng trong vai Quốc
- Lý Hùng trong vai Việt
- Trương Hoàng trong vai Trọng
- Hoàng Ngọc Hải trong vai Nghĩa
- Đặng Công Đại trong vai Hiệp
- Anh Dũng trong vai Hùng
- Mạnh Đạt trong vai Tú
- Xuân Thắng trong vai Vĩnh

### Diễn viên khách mời
- Doãn Quốc Đam trong vai Người khiếm thị
- Nhóm Da LAB trong vai Khách mời sinh nhật Ngọc Vân
- Phạm Tuấn Anh trong vai Gã biến thái

Cùng một số diễn viên khác....

## Nhạc phim
- Bất chấp[8]

Sáng tác: Dư Quốc Vương
Thể hiện: Whee!
- Từ ngày em đến

Sáng tác và thể hiện: Da LAB
- Thở

Sáng tác: Da LAB
Thể hiện: Da LAB – Juky San,
- Chúng ta sau này

Sáng tác và thể hiện: T.R.I

## Sản xuất

Diễn viên Quỳnh Kool đã được giao vai chính trong phim sau ba lần thử vai.

Đạo diễn bộ phim là Bùi Quốc Việt, đánh dấu lần trở lại của anh ở mảng gia đình và giới trẻ sau các bộ phim về đề tài hình sự. Phim được khởi quay trong bốn tháng, kéo dài từ tháng 5 đến tháng 9 năm 2022, với bối cảnh chính là tại một xưởng sửa xe lớn cùng những địa điểm khác quanh Hòa Bình, Nam Định.
Quỳnh Kool là người đảm nhận vai chính trong phim. Cô cho biết nhân vật mà mình vào vai là một sự "lột xác" khỏi những vai diễn "tiểu thư, bánh bèo" trong các bộ phim cũ của cô. Tuy vậy, nữ diễn viên từng nhiều lần bị từ chối bởi đạo diễn Bùi Quốc Việt và phải cho tới lần thử vai cuối (sau ba lần thử) cô mới được giao vai. Để hóa thân vào nhân vật, Quỳnh Kool đã cắt đi mái tóc dài của mình, làm đen da và mặc trang phục tomboy, đồng thời lên tận cả địa điểm quay trước thời điểm ghi hình để làm quen với đạo cụ và phong thái của một thợ sửa xe. Ngoài Quỳnh Kool, Bảo Anh, Nguyễn Hoàng Ngọc Huyền và Duy Hưng cũng là những người góp mặt trong các vai trò chính của phim.
Doãn Quốc Đam đã xuất hiện trong vai khách mời tại một số phân cảnh phim. Trước đó, anh được bạn mình là diễn viên Duy Hưng dẫn lên tham quan đoàn phim, và khi tổ làm phim đang tìm diễn viên quần chúng cho một cảnh tại quán trà đá, nam diễn viên đã xung phong đứng lên nhận vai. Cũng vì điều này mà cả ê-kíp sau đó đã nghĩ thêm các chi tiết về nhân vật Quốc Đam đảm nhận.
Buổi họp báo ra mắt bộ phim được tổ chức vào ngày 26 tháng 7 năm 2022. Tác phẩm chính thức lên sóng sau đó từ ngày 8 tháng 8 cùng năm trên kênh VTV3, với độ dài 27 tập.

## Đón nhận
Trong thời gian đầu phát sóng, bộ phim đã có được sự đón nhận tích cực từ khán giả vì nội dung phim gần gũi cùng diễn xuất mới lạ từ dàn diễn viên. Phim liên tục nằm trong top 10 chương trình được theo dõi nhiều nhất cả nước với tỷ suất người xem có thời điểm đạt 3,5% và là chương trình có lượng người xem cao top đầu ở miền Bắc, kéo theo giá quảng cáo trong khung giờ ước tính 150 triệu đồng cho 30 giây. Các trích đoạn và video liên quan đến phim cũng nhận về lượng tương tác cao từ khán giả so với các bộ phim khác của nhà đài. Đặc biệt, khán giả đã khen ngợi phần thể hiện ấn tượng của Quỳnh Kool, dù chưa có phân cảnh nào "đắt" hay thật sự xuất sắc, khi thành công khắc họa nên nhân vật trong Gara hạnh phúc đồng thời khắc phục được lỗi về cách phát âm, đài từ.
Song trong những tập gần về cuối phim, tác phẩm lại gây ra phản ứng ngược và tạo nên làn sóng phẫn nộ từ khán giả vì các tình tiết bi kịch hóa quá mức, xa vời so với tiêu đề và thông điệp bộ phim, được cho là nhằm tạo sự thu hút ở chặng kết. Phần kết phim cũng bị cho là "dễ đoán", không tạo được hiệu ứng như mong đợi so với tác phẩm cùng thể loại trước đó 11 tháng 5 ngày.
Bài tổng hợp ý kiến trên VnExpress đã cho Gara hạnh phúc 8,2 điểm trên thang điểm 10, với các đánh giá nhìn chung là tích cực. Bài viết của báo Giáo dục & Thời đại cũng khen ngợi bộ phim khi đem đến một "làn gió mới" về mặt cảm xúc cho khán giả với cách giải quyết tình tiết nhanh gọn cùng những pha xoay chuyển liên tục và bất ngờ. Báo Giao thông thì mô tả phim là "bức tranh hài hòa về không khí tươi trẻ, ấm áp, ngọt ngào đầy tích cực của tuổi trẻ và không ít tiếng cười". Đối lập với những nhận xét trên, tác giả Hoan Ca – trong một bài viết về bộ phim cho báo điện tử Tổ quốc – dù công nhận Gara hạnh phúc là "làn gió mới" nhưng vẫn cho rằng làn gió này "chưa đủ sức đổi gió phim truyền hình Việt" và có "quá nhiều cũ kỹ, sáo mòn trong kịch bản và diễn xuất". Báo Lao Động cũng nhận định bộ phim càng về cuối bị rơi vào vòng luẩn quẩn, lan man và các vấn đề được xử lý hời hợt, kém thu hút. Tờ Zing News cho biết lối diễn của Duy Hưng ở một số thời điểm đã khiến khán giả nhận xét là "kém duyên", "lố", dù lúc đầu anh được đánh giá là "cú lột xác nhất phim".

### Tranh cãi
Trong tập 22 của phim phát sóng tối ngày 26 tháng 9 năm 2022, phân cảnh khi nhân vật nữ chính bị rắn cắn và được nam chính hút độc đã bị chỉ trích vì hành động này là "phản khoa học" và có thể gây ảnh hưởng tới người xem. Phim cũng từng gây ra tranh cãi khi tại một cảnh ở tập 3, ở bên góc trái màn hình phim lại lộ rõ hình ảnh nhân sự trong đoàn phim đang cầm máy quay ghi hình. Nhiều ý kiến đã cho rằng đây là một sự "thiếu chuyên nghiệp" và lỗi thiếu sót lớn trong khâu biên tập phim.